# Melanie Klaffner
Melanie Klaffner (* 22. Mai 1990 in Waidhofen an der Ybbs) ist eine österreichische Tennisspielerin.

## Karriere
Dank der Tennisbegeisterung ihrer Mutter Luise bekam Melanie Klaffner mit fünf Jahren ihren ersten Tennisschläger. Sie bestritt 1998 ihr erstes Turnier für Zehnjährige in Bad Hall, das sie gewann. Anschließend belegte sie bei der Landesmeisterschaft in Wels den dritten Platz. Dort wurden erstmals Nachwuchstrainer auf sie aufmerksam und so kam sie 1999 in den OÖTV-Kader. Klaffner trainiert bei Eric van Harpen in Waldshut-Tiengen. Sie lebt mit ihren Eltern Luise und Gerhard Klaffner in ihrem Geburtsort Weyer, ihr Vater ist dort Bürgermeister.

### 2004 bis 2008
Den ersten Einsatz im Profitennis hatte Klaffner 2004 mit 14 Jahren in der Qualifikation des WTA-Turniers in Linz, wo sie gegen Magüi Serna verlor. 2005 spielte sie drei ITF-Turniere, wobei sie in Puerto Ordaz das Viertelfinale erreichte. In der Saison 2006 gewann sie ihr erstes ITF-Turnier in Balș; im Finale besiegte sie dort Diana Buzean mit 6:3, 6:4. 2006 hatte sie auch ihren ersten Fed-Cup-Einsatz; sie spielte erstmals gegen eine Top-20-Spielerin, Ai Sugiyama, der sie mit 5:7, 1:6 unterlag.
2007 gewann sie einen ITF-Einzel- und zwei ITF-Doppeltitel. 2007 stand sie auf der WTA Tour erstmals im Hauptfeld. Sie erhielt Wildcards für die WTA-Turniere in Bad Gastein und Linz, wo sie jeweils in der Auftaktrunde scheiterte. 2008 gewann sie vier ITF-Doppeltitel und sie feierte beim Turnier in Bad Gastein gegen Lucie Šafářová auch ihren ersten Sieg auf der WTA Tour.

### 2009 bis 2013
Im Jahr 2009 erreichte sie auf ITF-Ebene zwei Endspiele, die sie beide verlor; im Doppel feierte sie zwei Turniersiege. 2010 kam sie in der Weltrangliste erstmals in die Top 200. Daher Bei drei WTA-Turnieren und einem Grand-Slam-Turnier versuchte sie über die Qualifikation das Hauptfeld zu erreichen, ohne Erfolg. Auf ITF-Turnieren gewann sie jedoch zwei Einzel- und zwei Doppeltitel.
Auch 2011 gewann sie zwei ITF-Doppeltitel. Im Einzel war sie weniger erfolgreich; sie erreichte nur ein ITF-Halbfinale. Dadurch fiel sie in der Weltrangliste aus den Top 300. 2012 gewann sie auf ITF-Turnieren zwei Einzel- und zwei Doppeltitel. 2013 bestritt sie dann ihre bisher erfolgreichste Saison; sie gewann fünf ITF-Einzeltitel und erreichte wieder einen Platz in den Top 200.

### Seit 2014
2014 spielte sie erstmals Qualifikation für die Australian Open und die French Open. Sie scheiterte jedoch jeweils in der ersten Runde. Am 27. Jänner 2014 erreichte sie mit Rang 175 ihre höchste Weltranglistenplatzierung. Im Jahr 2014 erreichte sie nur ein ITF-Halbfinale, somit fiel sie wieder aus den Top 300.
2015 gewann sie im Februar beim ITF-Turnier in Scharm El-Scheich die Einzel- und Doppelkonkurrenz und im Herbst bei den ITF-Turnieren in Casablanca und in Kairo jeweils den Einzeltitel.
2025 beendete sie ihre Karriere.

## Fed Cup
Mit 16 Jahren gab Melanie Klaffner ihr Debüt im Fed Cup. Sie spielte eine Einzel- und eine Doppelpartie gegen Japan, die sie beide verlor. 2007 spielte Österreich in Dornbirn gegen Australien in der Weltgruppe II. Klaffner kam im Doppel mit Yvonne Meusburger zum Einsatz; sie verloren mit 4:6, 3:6. Trotzdem gewann Österreich mit 4:1 und konnte so gegen Israel um den Aufstieg in die Weltgruppe I spielen.
Ihre Bilanz im Fed Cup weist mittlerweile 23 Siege und 20 Niederlagen aus.

## Turniersiege

### Einzel
| Nr. | Datum              | Turnier             | Kategorie   | Belag             | Finalgegnerin            | Ergebnis               |
| --- | ------------------ | ------------------- | ----------- | ----------------- | ------------------------ | ---------------------- |
| 1.  | 28. Mai 2006       | Balș                | ITF $10.000 | Sand              | Diana Buzean             | 6:3, 6:4               |
| 2.  | 16. Juni 2007      | Lenzerheide         | ITF $10.000 | Sand              | Patricia Mayr-Achleitner | 7:62, 6:4              |
| 3.  | 16. Mai 2010       | Tanjung Selor       | ITF $25.000 | Hartplatz (Halle) | Zhang Ling               | 6:3, 7:61              |
| 4.  | 26. September 2010 | Telawi              | ITF $25.000 | Hartplatz         | Iryna Burjatschok        | 3:6, 6:0, 3:0 Aufgabe  |
| 5.  | 19. Februar 2012   | Leimen              | ITF $10.000 | Hartplatz (Halle) | Tereza Smitková          | 2:6, 7:65, 6:1         |
| 6.  | 23. Dezember 2012  | Dschibuti           | ITF $10.000 | Hartplatz         | Amandine Hesse           | 4:6, 7:5, 6:2          |
| 7.  | 24. Februar 2013   | Muzaffarnagar       | ITF $25.000 | Rasen             | Weronika Kapschaj        | 6:2, 6:0               |
| 8.  | 24. März 2013      | Scharm asch-Schaich | ITF $10.000 | Hartplatz         | Valeria Podda            | 6:3, 6:1               |
| 9.  | 31. März 2013      | Scharm asch-Schaich | ITF $10.000 | Hartplatz         | Natela Dsalamidse        | 6:1, 6:0               |
| 10. | 5. Mai 2013        | Phuket              | ITF $25.000 | Hartplatz (Halle) | Doroteja Erić            | 3:6, 6:3, 6:2          |
| 11. | 30. Juni 2013      | Zlín                | ITF $25.000 | Sand              | Kristína Kučová          | 6:3, 6:2               |
| 12. | 8. Februar 2015    | Scharm asch-Schaich | ITF $10.000 | Hartplatz         | Yuuki Tanaka             | 7:5, 3:6, 6:2          |
| 13. | 7. November 2015   | Casablanca          | ITF $25.000 | Sand              | Irina Chromatschewa      | 2:6, 7:67, 2:1 Aufgabe |
| 14. | 5. Dezember 2015   | Kairo               | ITF $10.000 | Sand              | Naomi Totka              | 6:4, 6:2               |
| 15. | 6. November 2016   | Scharm asch-Schaich | ITF $10.000 | Hartplatz         | Ana Vrljić               | 7:5, 6:3               |

### Doppel
| Nr. | Datum             | Turnier              | Kategorie   | Belag             | Partnerin               | Finalgegnerinnen                           | Ergebnis          |
| --- | ----------------- | -------------------- | ----------- | ----------------- | ----------------------- | ------------------------------------------ | ----------------- |
| 1.  | 13. Mai 2007      | Rabat                | ITF $10.000 | Sand              | Mihaela Buzărnescu      | Silvia Disderi Samia Medjahdi              | 6:1, 6:4          |
| 2.  | 1. Juni 2007      | Oslo                 | ITF $10.000 | Sand              | Eva Hoch                | Mari Andersson Karoline Steiro             | 6:2, 6:3          |
| 3.  | 11. Mai 2008      | Antalya              | ITF $25.000 | Sand              | Ksenija Mileuskaja      | Oksana Kalaschnikowa Pemra Özgen           | 6:2, 7:5          |
| 4.  | 1. Juni 2008      | Galatina             | ITF $25.000 | Sand              | Jessica Moore           | Maria Fernanda Alves Maria Irigoyen        | 3:6, 6:1, [10:6]  |
| 5.  | 8. Juni 2008      | Grado                | ITF $25.000 | Sand              | Mariana Duque Mariño    | Marinne Giraud Christina Wheeler           | 6:1, 6:2          |
| 6.  | 2. November 2008  | Istanbul             | ITF $25.000 | Hartplatz (Halle) | Sandra Martinovic       | Çağla Büyükakçay Pemra Özgen               | 6:4, 6:7, [10:6]  |
| 7.  | 1. März 2009      | Biberach             | ITF $50.000 | Hartplatz (Halle) | Sandra Klemenschits     | Kristina Barrois Yvonne Meusburger         | 3:6, 6:4, [17:15] |
| 8.  | 10. Mai 2009      | Indian Harbour Beach | ITF $50.000 | Sand              | Heidi El Tabakh         | Tetiana Luzhanska Lilia Osterloh           | 6:3, 3:6, [10:7]  |
| 9.  | 11. Juli 2010     | Valladolid           | ITF $25.000 | Sand              | Anna Smith              | Yera Campos Molina Leticia Costas          | 6:3, 2:6, 7:5     |
| 10. | 31. Oktober 2010  | Lagos                | ITF $25.000 | Hartplatz         | Karolina Kosińska       | Nina Brattschikowa Ágnes Szatmári          | 3:6, 7:5, 6:4     |
| 11. | 23. Oktober 2011  | Lagos                | ITF $25.000 | Hartplatz         | Nina Brattschikowa      | Tadeja Majerič Aleksandrina Najdenowa      | 7:5, 5:7, 6:3     |
| 12. | 30. Oktober 2011  | Lagos                | ITF $25.000 | Hartplatz         | Ágnes Szatmári          | Danka Kovinić Elina Switolina              | 6:0, 6:71, 6:3    |
| 13. | 25. März 2012     | Bangalore            | ITF $25.000 | Hartplatz         | Tamaryn Hendler         | Tadeja Majerič Anja Prislan                | 6:4, 6:7, [10:6]  |
| 14. | 12. August 2012   | Bursa                | ITF $10.000 | Sand              | Laura-Ioana Andrei      | Erika Takao Remi Tezuka                    | 6:2, 6:2          |
| 15. | 31. Jänner 2015   | Scharm asch-Schaich  | ITF $10.000 | Hartplatz         | Anastasija Sevastova    | Caroline Rohde-Moe Midori Yamamoto         | 6:4, 6:4          |
| 16. | 16. April 2016    | Scharm asch-Schaich  | ITF $10.000 | Hartplatz         | Julia Wachaczyk         | Katie Boulter Oleksandra Koraschwili       | 6:4, 1:6, [13:11] |
| 17. | 30. Oktober 2016  | Scharm asch-Schaich  | ITF $10.000 | Hartplatz         | Ana Bianca Mihăilă      | Ola Abou Zekry Anastassija Pribylowa       | 6:4, 6:2          |
| 18. | 1. April 2017     | Scharm asch-Schaich  | ITF $15.000 | Hartplatz         | Laura-Ioana Andrei      | Emilie Francati Kajsa Rinaldo Persson      | 6:4, 7:5          |
| 19. | 21. April 2018    | Scharm asch-Schaich  | ITF $15.000 | Hartplatz         | Anna Morgina            | Alicia Barnett Julia Terziyska             | 7:5, 6:1          |
| 20. | 26. Januar 2019   | Scharm asch-Schaich  | ITF W15     | Hartplatz         | Magali Kempen           | Jacqueline Cabaj Awad Fiona Ganz           | 6:4, 6:1          |
| 21. | 16. März 2019     | Scharm asch-Schaich  | ITF W15     | Hartplatz         | Julia Wachaczyk         | Noa Liauw a Fong Merel Hoedt               | 6:2, 6:2          |
| 22. | 20. April 2019    | Kairo                | ITF W15     | Sand              | Despina Papamichail     | Júlia Konishi Camargo Silva Katja Malikowa | 6:3, 6:1          |
| 23. | 20. Juli 2019     | Baja                 | ITF W25     | Sand              | Mayar Sherif            | Réka Luca Jani Lara Salden                 | 6:2, 4:6, [10:8]  |
| 24. | 12. Dezember 2021 | Kairo                | ITF W15     | Sand              | Anastassija Solotarjowa | Wiktorija Petrenko Anna Ureke              | 2:6, 6:3, [10:2]  |
| 25. | 29. Januar 2022   | Kairo                | ITF W25     | Sand              | Sinja Kraus             | Adrienn Nagy Prarthana Thombare            | 7:5, 6:3          |
| 26. | 7. Mai 2022       | Kairo                | ITF W15     | Sand              | Anastassija Solotarjowa | Océane Babel Noa Liauw a Fong              | 6:1, 7:5          |

## Weltranglistenpositionen am Saisonende
| Jahr   | 2005 | 2006 | 2007 | 2008 | 2009 | 2010 | 2011 | 2012 | 2013 | 2014 | 2015 | 2016 | 2017 | 2018 | 2019 | 2020 | 2021 | 2022 | 2023 | 2024 |
| ------ | ---- | ---- | ---- | ---- | ---- | ---- | ---- | ---- | ---- | ---- | ---- | ---- | ---- | ---- | ---- | ---- | ---- | ---- | ---- | ---- |
| Einzel | 1095 | 825  | 409  | 257  | 246  | 231  | 338  | 448  | 177  | 400  | 477  | 463  | 544  | 553  | 628  | 520  | 548  | 652  | 1261 | —    |
| Doppel | —    | —    | 325  | 183  | 170  | 174  | 182  | 478  | 377  | 407  | 455  | 518  | 613  | 451  | 504  | 517  | 571  | 359  | 331  | 978  |

## Sonstiges
Hauptberuflich ist Klaffner seit 2014 als Polizistin tätig.